# 共和镇 (牟定县)
共和镇，是中华人民共和国云南省楚雄彝族自治州牟定县下辖的一个乡镇级行政单位。

## 行政区划
共和镇下辖以下地区：
茅阳社区、兴和社区、平屯社区、金马社区、清波邑社区、天台村、军屯村、天山村、代冲村、柳丰村、何梁村、余新村、余丁村、清河村、中屯村、新甸村、散花村、际盛村、华星村、庆丰村、共丰村、周山村、牟尼村和龙池村。